# Airexpo
Die Airexpo ist eine internationale Luftfahrtmesse, die meist auf dem Gelände des Flughafens Muret-Lherm bei Toulouse stattfindet. Die Messe mit zahlreichen Ausstellungsstücken findet jedes Jahr im Mai statt. Die 31. Airexpo wurde vom 20. Mai 2017 in Muret ausgerichtet.
Die Airexpo ist eine kommerzielle Veranstaltung, die von Studenten der ENAC und des ISAE organisiert wird.